# David Fleischmann
David Fleischmann (* 1546 in Plauen bei Dresden; † 17. August 1606 in Reichenau; Humanistenname Karkander) war ein deutscher lutherischer Pfarrer in Kursachsen.
David Fleischmann wurde 1546 in Plauen bei Dresden als Sohn des Pfarrers Nicolaus Fleischmann geboren. Nach dem Gymnasialbesuch in Meißen studierte er in Leipzig und wurde Famulus von Caspar Peucer.
1570 trat er die Nachfolge seines Vaters an. Obwohl er 1574 die Torgauer Artikel unterschrieb, wurde er im Zuge der calvinistischen Streitigkeiten als Kryptocalvinist entlassen. 1577 (oder 1576?) wurde er Pfarrer in Herwigsdorf bei Zittau. 1591 wurde er nach Reichenau berufen, wo er am 6. Mai seine Antrittspredigt hielt. Seine lokalhistorischen Bemerkungen bilden einen Anhang zum dortigen Kirchenbuch.
Er hinterließ eine vollständige griechische Bibelhandschrift aus dem 15. Jahrhundert („Zittauer Bibel“), die sein Sohn Johann Fleischmann 1620 der Zittauer Ratsbibliothek stiftete.